# Tōru Kamikawa
Tōru Kamikawa (japonès: 上川徹)  (Kagoshima, 8 de juny de 1963) és un àrbitre de futbol japonès retirat. Va debutar en la lliga professional japonesa (J-League) el 1996 i fou àrbitre internacional des de 1998.
El seu primer partit de la Copa del Món de Futbol de 2002 va ser el duel entre Irlanda i el Camerun celebrat al mundial de Corea del Sud i el Japó. També va ser un dels 21 àrbitres que van participar en la Copa Mundial de Futbol de 2006 realitzada a Alemanya. Va xiular 3 partits en total de tota la competició, dos de la Fase de grups (Polònia 2-0 Equador i Anglaterra 2-0 Trinidad & Tobago) i el partit pel tercer lloc entre Alemanya i Portugal, que va acabar amb un marcador de 3-1 per als locals, amb dos gols de Bastian Schweinsteiger al 56' i al 78', autogol de Petit al 60' i gol de Nuno Gomes. Va tenir una participació bona, sent un dels millors del Japó el 2006.
Va ser l'Àrbitre de l'Any de l'AFC el 2002 i l'Àrbitre de l'Any de la J-League el 2003.
Va ser el primer àrbitre asiàtic que va xiular un partit de futbol professional de la Lliga Premier de Rússia, entre el Luch-Energia Vladivostok i el Spartak Moscou el 20 d'agost de 2006, a Vladivostok, Rússia.
Abans de ser àrbitre, Toru Kamikawa jugava com a davanter. Va jugar en l'equip del seu col·legi, Kagoshima National College of Technology i a la Universitat de Tokai, i va representar al Japó nivell de menors el 1981. Després de la seva graduació, es va incorporar a la Japan Soccer League (actual J1 League) amb el Fujita SC (actual Shonan Bellmare) i va finalitzar la seva carrera com a futbolista el 1991 per a fer d'àrbitre de futbol.
Kamikawa es va retirar de l'àmbit internacional a l'octubre de 2006, en part a causa de la seva lesió del genoll, encara que li faltaven solament dos anys per a arribar a l'edat de jubilació obligatòria com a àrbitre internacional. Va acabar la seva carrera com a àrbitre al gener de 2007. Avui dia treballa a l'Associació Japonesa de Futbol com a formador d'àrbitres de juvenils.